# La Viña (departement)
La Viña is een departement in de Argentijnse provincie Salta. Het departement (Spaans:  departamento) heeft een oppervlakte van 2.152 km² en telt 7.152 inwoners.

## Plaatsen in departement La Viña
- Ampascachi
- Cabra Corral
- Coronel Moldes
- El Carmen
- La Viña
- Osma
- Saladillo
- Talapampa
- Veinte de Febrero